# Castilhano
Castilhano (em Crioulo cabo-verdiano (escrito em ALUPEC): Kastidjón’) é uma aldeia na ilha de São Nicolau